# 大阪工業大学情報科学部
大阪工業大学情報科学部（おおさかこうぎょうだいがくじょうほうかがくぶ）は、大阪工業大学に設置されている情報科学部の一つ。

## 概要
大阪工業大学情報科学部は1996年に情報処理学科と情報システム学科の2学科からなる学部として誕生した。その後、情報メディア学科と情報ネットワーク学科を設置して4学科からなる学部になり、情報通信に関わる様々な分野で貢献できる人材育成体制や教育環境の整備を進めた。
大阪工業大学情報科学部では、日本技術者教育認定機構（JABEE）により認定された教育プログラムに基づく教育コース(CSコース)と、各学科固有の教育プログラムに基づく教育コース(総合コース)の2つのコースを設けて教育を実施している。「CSコース」の修了資格は、アメリカ、カナダ、イギリス、韓国、オーストラリアなどにおいて、それぞれの国のプログラム修了者と対等な技術者として自動的に認定される。
情報科学部では、実践的な教育の一環として、プログラミング教育を重視し、様々な開発ツールを効率的に利用できるようにしている。主に演習科目では、学生たちは開発ツールの利用方法を学び、実際にシステム開発に取り組んでいる。
現在、大阪工業大学情報科学部は、データサイエンス学科、情報知能学科、情報システム学科、情報メディア学科、ネットワークデザイン学科の5学科を用意している。
情報科学部では、毎年タイのタンマサート大学シリントーン国際工学部と連携し、タイの学生と日本人学生がチームを組み、ロボット競技や画像処理アプリ開発コンテストに取り組む「PBL」(Project Based Learning)を実施している。

## 沿革
- 1996年 - 情報科学部を新設。情報処理学科と情報システム学科の2学科でスタート
- 2000年 - 大学院に情報科学研究科情報科学専攻修士課程を増設
- 2002年 - 情報科学部に情報メディア学科を増設。情報科学部の情報処理学科を情報科学科にする。大学院情報科学研究科情報科学専攻に博士課程を増設。
- 2007年 - 情報科学部に情報ネットワーク学科を増設。情報科学部情報科学科をコンピュータ科学科に改称。
- 2019年 - 情報科学部コンピュータ科学科を情報知能学科に、情報ネットワーク学科をネットワークデザイン学科に改称
- 2021年 - 情報科学部にデータサイエンス学科を増設。

## 組織
情報科学部
- データサイエンス学科（ID）
- 情報知能学科（IC）
- 情報システム学科（IS）
- 情報メディア学科（IM）
- ネットワークデザイン学科（IN）